# Gran Premio del Canada 2023
Il Gran Premio del Canada 2023 è stata l'ottava prova della stagione 2023 del campionato mondiale di Formula 1. La gara si è tenuta domenica 18 giugno sul circuito Gilles Villeneuve di Montréal ed è stata vinta dall'olandese Max Verstappen su Red Bull Racing-Honda RBPT, al quarantunesimo successo nel mondiale; Verstappen ha preceduto all'arrivo lo spagnolo Fernando Alonso su Aston Martin Aramco-Mercedes e il britannico Lewis Hamilton su Mercedes.
Grazie alla vittoria di Verstappen, per la scuderia austriaca Red Bull Racing è stato il centesimo trionfo nella storia del campionato mondiale. All'intero weekend di gara hanno assistito 345 000 spettatori, nuovo record per il Gran Premio del Canada sul circuito Gilles Villeneuve. Il precedente primato apparteneva all'edizione del 2022, caratterizzata da una presenza di 338 000 spettatori nel fine settimana.

## Vigilia

### Aspetti tecnici
Per questo Gran Premio la Pirelli, fornitore unico degli pneumatici, offre la scelta tra gomme di mescola C3, C4 e C5, la tipologia di mescole più morbide che caratterizzano l'intera gamma messa a disposizione dall'azienda fornitrice degli pneumatici per il campionato. Fin dall'edizione 2019 del Gran Premio, la Pirelli ha sempre stabilito la stessa tipologia di pneumatici per questo appuntamento. Essa viene stabilita per la quarta volta in stagione, la prima dopo il Gran Premio di Monaco. La casa italiana nomina allo stesso tempo i pneumatici per i successivi Gran Premi d'Austria e di Gran Bretagna.
La Federazione conferma le tre zone del Drag Reduction System in uso dall'edizione del 2018 della gara quando l'organo mondiale dell'automobilismo decise di aumentare sul circuito di Montréal a tre i tratti in cui utilizzare il dispositivo mobile, dopo le due precedenti zone utilizzate dal 2011, stagione in cui il dispositivo fu introdotto nella categoria, al 2017, al fine di favorire i sorpassi. I piloti possono attivare l'ala mobile posteriore sul rettilineo principale dei box e sul rettilineo compreso tra la curva 12 e la curva 13, con un unico punto di determinazione del distacco tra i piloti, posto dopo la curva 9, e tra le curve 7 e 8, il nuovo tratto aggiuntivo introdotto in seguito, con punto per la determinazione del distacco fra piloti posto dopo la curva 5. La Federazione ha anche analizzato le zone del DRS durante il 2022, introducendo cambiamenti per il 2023 al fine di facilitare i sorpassi o renderli più difficili in alcuni circuiti in cui si riteneva che la zona in cui utilizzare il dispositivo mobile fosse troppo facile o difficile al fine di effettuare un sorpasso. Il circuito di Montréal non rientra tra i tracciati oggetto di queste modifiche.
Rispetto all'edizione del 2022, il circuito è caratterizzato da alcune modifiche. Il muretto di cemento alla fine di quello della corsia dei box è stato allungato di 106 metri. È stato riallineato ed esteso il muretto di cemento nella via di fuga della curva 1, così come sono stati riallineati i muretti alla curva 7. La via di fuga della curva 3 è stata ampliata. La larghezza dell'entrata della pit lane è stata ridotta a 4,5 metri. È stato rimosso il cordolo arancione all'entrata della curva 9 sul lato sinistro, e all'entrata e all'uscita della curva 14, sempre sul lato sinistro.
La Federazione stabilisce alla curva 9 e alla curva 14 che qualsiasi pilota che transita alla sinistra del cordolo arancione posto all'apice delle due curve, deve tenersi completamente a sinistra dell'indicazione arancione posizionata all'uscita di entrambe le curve, e ricongiungersi al tracciato all'estremità della via di fuga in asfalto. Prima della gara, viene stabilito dalla direzione gara che qualsiasi pilota che non percorre correttamente la curva 1, deve rientrare in pista all'estremità dell'asfalto nella via di fuga all'ingresso della curva 2. Nella via di fuga della curva 1, il muretto viene accorciato di un elemento.
La Federazione rende noto che al termine della gara del precedente Gran Premio di Spagna, tra le prime dieci vetture classificate è stata sorteggiata l'Aston Martin di Fernando Alonso per le verifiche tecniche. Le ispezioni hanno riguardato il sistema dello sterzo, compreso il volante, tutti i sensori collegati, il loro instradamento del telaio e le connessioni ad altre unità. Tutti i componenti ispezionati sono risultati essere conformi al regolamento tecnico.
Prima dell'inizio della prima sessione di prove libere del venerdì, sulla vettura di Yuki Tsunoda e Alexander Albon viene installata la terza unità relativa al motore a combustione interna, al turbocompressore, all'MGU-H e all'MGU-K. Sulla vettura di Tsunoda anche la terza unità relativa all'impianto di scarico. Sulla vettura di Charles Leclerc e Carlos Sainz Jr. viene installata la terza unità relativa al motore a combustione interna, e sulla vettura di Max Verstappen e Sergio Pérez la terza unità relativa all'impianto di scarico. Tutti i piloti non sono penalizzati sulla griglia di partenza in quanto i nuovi componenti installati rientrano tra quelli utilizzabili nel numero massimo stabilito dal regolamento tecnico.

### Aspetti sportivi
Il Gran Premio rappresenta l'ottavo appuntamento stagionale a distanza di due settimane dalla disputa del Gran Premio di Spagna, settima gara del campionato. Dopo che il mondiale è andato in scena ancora in Europa con il secondo appuntamento della stagione, consecutivo, nel vecchio continente, esso effettua la seconda trasferta oltreoceano prevista in campionato, dopo la tenuta del Gran Premio di Miami a inizio maggio. Il Gran Premio del Canada è la seconda e ultima prova calendarizzata nel mese di giugno, nonché la seconda di cinque prove totali previste in America del Nord. Il mondiale torna a disputare una gara sulla tipologia di tracciato cittadino, per la prima volta dal Gran Premio di Monaco. Il contratto per l'inserimento della gara nel calendario mondiale, sempre sul circuito di Montréal, è stato rinnovato nel mese di aprile 2021 fino alla stagione 2031. Il Gran Premio è sponsorizzato dalla Pirelli, come già accaduto nell'edizione del 2019. A questa edizione assistono 345 000 spettatori nel corso del weekend di gara, il quale rappresenta il record assoluto per il Gran Premio. Il precedente primato apparteneva all'edizione precedente del 2022, caratterizzata da 338 000 spettatori nel fine settimana.
Presente nel calendario del campionato mondiale di Formula 1 fin dalla stagione 1967 e valido quale prova della categoria dallo stesso anno, il Gran Premio del Canada vede la disputa della sua cinquantottesima edizione, la cinquantaduesima valida per il mondiale. Il circuito di Montréal, sede attuale della gara e utilizzato dal 1978, è il tracciato con il maggior numero di edizioni disputate, 41, su cinque diverse configurazioni, la cui la più recente in uso dal campionato 2002. È il quinto circuito nella storia del mondiale per maggior numero di edizioni ospitate. Il Gran Premio è stato corso anche in altre due località: il Mosport Park ha ospitato la gara canadese per otto edizioni tra il 1967 e il 1977, mentre il circuito di Mont-Tremblant è stato protagonista di due soli edizioni, nel 1968 e nel 1970. Il Gran Premio non fu disputato durante la stagione 1975, in cui i costruttori non trovarono l'accordo con gli organizzatori per il rimborso delle spese; in quella del 1987, a causa di una disputa fra due sponsor locali; e in quella del 2009, quando la gara fu esclusa dalla Federazione dal calendario dopo essere stata prevista in una prima bozza. La gara non è stata disputata nella stagioni 2020 e 2021 a causa delle problematiche dettate dalla pandemia di COVID-19. Nel primo caso non fu sostituita, mentre nel secondo fu rimpiazzata inizialmente dal Gran Premio di Turchia.
Il Gran Premio del Canada porta con sé diversi record. L'edizione del 2005 è stata la gara di Formula 1 più vista del mondo. La corsa è stata il terzo evento sportivo più visto in televisione nell'anno, dietro alla finale del Super Bowl e quella della UEFA Champions League. L'edizione del 1978 è stata disputata con una temperatura di cinque °C, mentre quella del 2011 rappresenta la durata maggiore per un Gran Premio nella storia della categoria, con 4h04'39"537, corsa interrotta per due ore a causa della forte pioggia, nonché quella con l'allora velocità media più bassa di 74,864 km/h. Rappresenta un record anche l'entrata della safety car per ben sei volte e l'allora numero di sorpassi compiuti nell'arco di una gara, con 89. Il vincitore, il britannico Jenson Button su McLaren-Mercedes, stabilì nella stessa edizione il record per aver vinto una corsa con il maggior numero di soste ai box, sei, includendo la penalità di drive-through da scontare passando per la corsia dei box. L'evento ha inoltre ottenuto nel 2001 il Race Promoters' Trophy da parte della Formula One Management quale Gran Premio meglio organizzato della stagione.
La disputa della gara viene messa a rischio per l'allarme della qualità dell'aria a Montréal a causa degli incendi che flagellano il Québec. La regione canadese è funestata dagli incendi boschivi, aumentati in maniera importante nelle ultime settimane, fino a raggiungerne 150 attivi. I venti settentrionali hanno spinto il denso fumo verso il sud della regione, rendendo l'aria irrespirabile per i cittadini e creando una cappa nelle adiacenze del circuito. Il governo, tuttavia, rassicura il regolare svolgimento del Gran Premio.
La scuderia svizzera Alfa Romeo nomina James Key quale nuovo direttore tecnico, subentrando a Jan Monchaux. Egli prenderà servizio il 1º settembre. Per l’ingegnere inglese è un ritorno alla scuderia di Hinwil, sulla spinta della casa automobilistica tedesca Audi, che diventerà proprietaria del team nel 2026. Arrivato nella categoria con la Jordan nel 1998 come ingegnere dati, scala l’organigramma tecnico sino a ricoprire il ruolo di direttore tecnico. E in questa mansione ha accompagnato la squadra nei vari passaggi di proprietà tra Midland, Spyker e Force India. Nel 2010 il trasferimento, con lo stesso ruolo, in Sauber, prima del passaggio nel 2012 in Toro Rosso e quello in McLaren nel 2019. Key era libero da marzo dopo la conclusione del proprio rapporto con la scuderia di Woking. L'Alfa Romeo, inoltre, sfoggia una versione speciale del suo logo portafortuna sulle proprie monoposto per celebrare l'anniversario dei 100 anni trascorsi insieme, includendo una nuova livrea scelta per l'occasione. Sotto questa denominazione, il costruttore disputa il duecentesimo Gran Premio nella categoria. La casa automobilistica corse nel 1950 e nel 1951, prima di ritornare dal 1979 al 1985. Una terza comparsa avvenne dal campionato 2019 dopo la collaborazione con Sauber Group.
La scuderia austriaca Red Bull Racing, in caso di successo, potrebbe ottenere le 100 vittorie nella categoria. Esso è il quinto team più vincente di sempre nella storia del mondiale, dietro alla Ferrari con 242 vittorie, McLaren con 183, Mercedes con 125 e Williams con 114. Il primo successo per la scuderia di Milton Keynes, debuttante nella stagione 2005 nel Gran Premio d'Australia con entrambi i piloti, il britannico David Coulthard e l'austriaco Christian Klien, a punti, avvenne nel Gran Premio di Cina 2009 con il tedesco Sebastian Vettel, mentre il più recente con il campione del mondo in carica, l'olandese Max Verstappen, nel precedente Gran Premio di Spagna. Le 99 vittorie sono arrivate attraverso diciannove stagioni, su trenta circuiti diversi, con il maggior numero di vittorie, sette, su quello di Monaco. 40 vittorie delle 99 totali sono appannaggio di Verstappen. Dal suo debutto, cinque piloti hanno vinto per il team austriaco: Verstappen (40), Sebastian Vettel (38), Mark Webber (9), Daniel Ricciardo (7) e Sergio Pérez (5). Più della metà delle vittorie totali, 52, sono arrivate partendo dalla prima posizione. La squadra ha vinto una gara dalla posizione più bassa, la quattordicesima, con Verstappen nel Gran Premio del Belgio 2022. Più di un quarto delle vittorie sono state appannaggio di una doppietta. La prima avvenne nel Gran Premio di Cina 2009 con Vettel e Webber, mentre la più recente nel Gran Premio di Miami con Verstappen e Pérez. La stagione con il maggior numero di vittorie è stata la 2022 con 17, 15 trionfi per Verstappen e due per Pérez. Vincendo il successivo Gran Premio d'Austria, il costruttore segnerebbe dieci vittorie consecutive per la prima volta. In precedenza sono state vinte nove gare di fila con Vettel nella seconda metà della stagione 2013. Il pilota australiano della McLaren, Oscar Piastri, quello statunitense della Williams, Logan Sargeant, e quello olandese dell'AlphaTauri, Nyck de Vries, debuttanti nella categoria in questo campionato, a pieno regime compreso De Vries, gareggiano per la prima volta sul circuito di Montréal. Il pilota giapponese dell'AlphaTauri, Yuki Tsunoda, disputa la cinquantesima partenza in un Gran Premio della massima categoria. Tsunoda debuttò sempre con la scuderia di Faenza nel Gran Premio del Bahrein 2021, e il miglior risultato in carriera è il quarto posto ottenuto nel Gran Premio di Abu Dhabi della stessa stagione.
L'ex pilota di Formula 1 Enrique Bernoldi è nominato commissario aggiunto. Il brasiliano ha svolto in passato, in diverse occasioni, tale funzione, l'ultima nel Gran Premio d'Azerbaigian. È la casa automobilistica tedesca Mercedes, come nella gara precedente, a fornire la safety car e la medical car. La vettura di sicurezza debuttò nella categoria durante l'edizione 1973 del Gran Premio, e festeggia i cinquanta anni dell'anniversario dal suo debutto.

## Prove

### Resoconto
La prima sessione di prove libere viene interrotta subito, con l'esposizione della bandiera rossa, a seguito di un guasto tecnico sull'Alpine di Pierre Gasly. La sessione, però, di fatto, non può riprendere, a causa di un guasto al sistema delle telecamere a circuito chiuso del tracciato. La sessione perciò viene conclusa. Al momento dell'interruzione si trovava al comando Valtteri Bottas.
Dopo i problemi riscontrati nel corso della prima sessione alle telecamere della regia internazionale, ai sensi dell'articolo 11.9.3.o del regolamento sportivo della Federazione, e dopo aver ricevuto una richiesta da parte della direzione gara nell'interesse della sicurezza, la durata della seconda sessione, anticipata di mezz'ora rispetto al programma originale, viene estesa di 30 minuti. I pneumatici da riconsegnare al fornitore dopo la prima sessione, ai sensi dell'articolo 30.5 del regolamento sportivo, devono ora essere restituiti entro due ore dopo il termine della seconda sessione.
Prima dell'inizio della seconda sessione, sulla vettura di Esteban Ocon viene installata la terza scatola del cambio e la terza trasmissione. Il pilota francese dell'Alpine non è penalizzato sulla griglia di partenza in quanto i nuovi componenti installati rientrano tra quelli utilizzabili nel numero massimo stabilito dal regolamento tecnico.
Le Mercedes comandano la lista dei tempi, della sessione pomeridiana. Le vetture tedesche hanno atteso gli ultimi 25 minuti della sessione per la ricerca del tempo sul giro, a differenza delle altre scuderie, che si erano impegnate nella prima parte della stessa. Nella parte finale della sessione ha fatto la sua comparsa sulla pista la pioggia: prima leggera, tanto da invitare qualche pilota all'uso delle gomme intermedie, poi più consistente. Lewis Hamilton ha battuto, per 27 millesimi, il compagno di team George Russell. Al terzo posto c'è Carlos Sainz Jr., che è stato il più rapido tra i piloti che hanno effettuato la simulazione di qualifica nella prima parte della sessione. Lo spagnolo non si è però dimostrato molto competitivo sul passo gara. Più competitivo, su questo aspetto, Charles Leclerc, quinto, alle spalle di Fernando Alonso. La sessione è stata interrotta, per due volte, con bandiera rossa. La prima volta per la necessità di recuperare l'Alpine di Esteban Ocon, ferma in pista per un guasto; la seconda per consentire di spegnere un principio d'incendio sulla Haas di Nico Hülkenberg.
Durante le prime due sessioni di prove libere del venerdì, Zhou Guanyu e Nyck de Vries utilizzano l'assemblaggio di una trasmissione al di fuori dell'allocazione prevista secondo il regolamento tecnico. Entrambi i piloti non sono penalizzati sulla griglia di partenza in quanto tale operazione rientra tra quelle effettuabili nel numero massimo consentito dal regolamento tecnico.
L'Aston Martin e l'AlphaTauri sono state multate, rispettivamente, di 1 000 e 100 euro da parte della Federazione in quanto Lance Stroll e Yuki Tsunoda hanno superato il limite di velocità stabilito nella corsia dei box.
Prima dell'inizio della terza sessione di prove libere del sabato, sulla vettura di Pierre Gasly viene installata la quarta unità relativa al motore a combustione interna, al turbocompressore, all'MGU-H e all'MGU-K, e la quinta unità relativa all'impianto di scarico. Sulla vettura di Nico Hülkenberg viene installata la terza unità relativa all'MGU-K. Entrambi i piloti non sono penalizzati sulla griglia di partenza in quanto i nuovi componenti installati rientrano tra quelli utilizzabili nel numero massimo stabilito dal regolamento tecnico. Sulla vettura di Carlos Sainz Jr. e Nico Hülkenberg viene installata la terza scatola del cambio e la terza trasmissione. Entrambi i piloti non sono penalizzati sulla griglia di partenza in quanto i nuovi componenti installati rientrano tra quelli utilizzabili nel numero massimo stabilito dal regolamento tecnico.
La sessione del sabato si tiene su pista bagnata. Inizialmente i piloti hanno affrontato il tracciato con gomme da bagnato estremo, per poi passare all'uso delle intermedie. Il migliore è stato Max Verstappen, seguito, a meno di tre decimi, da Charles Leclerc. Al terzo posto, molto staccato, si pone Alonso. L'Aston Martin ha modificato il fondo  e le linee dei sidepod e del cofano motore, estremizzando i propri concetti e avvicinandosi sempre più alla filosofia vincente della Red Bull Racing, per ricercare una riduzione del drag in rettilineo. Sainz Jr. ha perso il controllo della sua Ferrari alla prima curva. La vettura è andata in testacoda, colpendo poi le barriere, sia con l'anteriore che col posteriore della monoposto. La sessione è stata interrotta, ma il pilota è uscito dalla vettura incolume.
Al termine della sessione del sabato, Alexander Albon e Sainz Jr. vengono convocati dai commissari sportivi in quanto il pilota spagnolo ha ostacolato quello thailandese alla curva 13. Sainz Jr. non riceve sanzioni.

### Risultati
Nella prima sessione del venerdì si è avuta questa situazione:
| Pos | Nº | Pilota          | Costruttore                  | Tempo    | Gap    | Giri |
| --- | -- | --------------- | ---------------------------- | -------- | ------ | ---- |
| 1   | 77 | Valtteri Bottas | Alfa Romeo-Ferrari           | 1'18"728 |        | 3    |
| 2   | 18 | Lance Stroll    | Aston Martin Aramco-Mercedes | 1'19"175 | +0"447 | 3    |
| 3   | 14 | Fernando Alonso | Aston Martin Aramco-Mercedes | 1'19"807 | +1"079 | 3    |

Nella seconda sessione del venerdì si è avuta questa situazione:
| Pos | Nº | Pilota           | Costruttore | Tempo    | Gap    | Giri |
| --- | -- | ---------------- | ----------- | -------- | ------ | ---- |
| 1   | 44 | Lewis Hamilton   | Mercedes    | 1'13"718 |        | 30   |
| 2   | 63 | George Russell   | Mercedes    | 1'13"745 | +0"027 | 31   |
| 3   | 55 | Carlos Sainz Jr. | Ferrari     | 1'13"844 | +0"126 | 39   |

Nella sessione del sabato mattina si è avuta questa situazione:
| Pos | Nº | Pilota          | Costruttore                  | Tempo    | Gap    | Giri |
| --- | -- | --------------- | ---------------------------- | -------- | ------ | ---- |
| 1   | 1  | Max Verstappen  | Red Bull Racing-Honda RBPT   | 1'23"106 |        | 22   |
| 2   | 16 | Charles Leclerc | Ferrari                      | 1'23"397 | +0"291 | 22   |
| 3   | 14 | Fernando Alonso | Aston Martin Aramco-Mercedes | 1'24"483 | +1"377 | 18   |

## Qualifiche

### Resoconto
Prima delle qualifiche, la direzione gara comunica che gli pneumatici restituiti elettronicamente al termine della terza sessione di prove libere della vettura di Alexander Albon e Logan Sargeant non sono stati restituiti fisicamente al fornitore di pneumatici designato prima dell'inizio delle qualifiche. Entrambi i piloti della Williams vengono convocati dai commissari sportivi. Il costruttore britannico viene multato di 5 000 euro a testa per i due piloti dalla Federazione.
Le qualifiche sono presto interrotte, con bandiera rossa, per permettere di rimuovere l'Alfa Romeo di Zhou Guanyu, rimasta ferma sulla pista. Il pilota riesce a far ripartire, in autonomia, la monoposto. Dopo una decina di minuti d'interruzione, la sessione riprende, ma con le precipitazioni che diventano più intense. Verstappen prende la vetta, con 1'24"106, davanti a Sergio Pérez: il messicano è battuto sia dalla coppia della Williams che da Nico Hülkenberg. Sale al secondo posto Magnussen, mentre Norris è quarto. Anche meglio si comporta Alonso, che prende il comando della classifica. Poco dopo torna al primo posto ancora Verstappen. Pérez è secondo, ma taglia la curva 9; diversi piloti commettono degli errori, tra cui Leclerc e Hamilton che, comunque, hanno il terzo e quarto tempo. Alonso batte ancora il tempo dell'olandese (1'22"655), prima che lo stesso Verstappen, a sua volta, abbassi il limite (1'21"988). Leclerc risale a soli due decimi dal campione del mondo, mentre Sainz Jr. è staccato di un secondo. Alonso scala ancora al secondo posto. Coglie il quarto tempo Russell, prima di essere battuto da Norris. Pérez risale al quinto posto; meglio fa Hamilton, che è terzo. I tempi migliorano costantemente, grazie alla cessazione della pioggia. Verstappen, che decide di proseguire con gomme da bagnato, si migliora ancora. Alexander Albon scala quarto, mentre Norris ora è secondo. Continua l'alternanza in vetta della classifica, con Alonso che spodesta Verstappen. L'altro pilota dell'Aston Martin, Lance Stroll, è ottavo. Gasly viene penalizzato da una manovra di Sainz Jr., e non ottiene un tempo per il passaggio del turno. Nella stessa manovra lo spagnolo della Ferrari rallenta anche Yuki Tsunoda. Al termine della sessione Verstappoen è capace di strappare ancora ad Alonso la migliore prestazione. Vengono eliminati Tsunoda, Gasly, De Vries, Sargeant e Zhou.
La pista continua ad asciugarsi, tanto che la direzione di gara consente l'utilizzo del DRS, ma molti piloti non optano ancora per l'uso delle gomme slick. Il primo che usa le gomme da asciutto è Albon. Il migliore è Verstappen, in intermedie, davanti a Oscar Piastri. Stroll effettua un testacoda, ma evita l'impatto con le barriere. Russell marca 1'20"098, mentre il crono di Lewis Hamilton è annullato, in quanto il pilota britannico ha superato i limiti della pista. Albon chiude in 1'19"471, miglior tempo, prima che la pioggia colpisca di nuovo il tracciato. Alonso, con le intermedie, è secondo, a tre decimi da Albon. Il thailandese si migliora di nuovo, con 1'18"725. Le condizioni della pista, adesso, permettono l'utilizzo delle slick. Lando Norris prende il terzo tempo, mentre Hamilton sale in sesta posizione. Verstappen s'installa in seconda posizione, mentre l'altro portacolori della Red Bull Racing, Pérez, è solo dodicesimo ed i piloti della McLaren sono col terzo e quarto tempo. Leclerc, durante il suo giro con gomme d'asciutto, commette un errore all'ultima chicane, e ciò compromette irrimediabilmente le sue qualifiche, dato che l'intensità della pioggia non consente a nessuno di migliorare, negli ultimi minuti della Q2. Oltre al monegasco, sono eliminati Pérez, Stroll, Magnussen e Bottas.
Le previsioni vedono un intensificarsi delle precipitazioni, nel corso dell'ultima parte delle qualifiche. Ciò spinge i piloti a entrare subito in pista, per cercare il miglior tempo possibile. Max Verstappen fa segnare 1'27"059, staccando Esteban Ocon di oltre un secondo. Hülkenberg prende la terza posizione, prima che Alonso risalga secondo. Poco dopo è Norris a cogliere il terzo tempo, mentre Piastri è sesto, battuto, in seguito, da Sainz Jr.. Hamilton e Russell sono terzi e quarti, prima che Verstappen si migliori, con 1'25"858. Piastri colpisce un muretto, pochi istanti dopo che Hülkenberg ha fatto segnare il secondo tempo. La sessione è interrotta, con bandiera rossa, per qualche minuto. Alla ripresa la pioggia è troppo intensa per permettere ai piloti di cambiare la classifica.
Max Verstappen conquista la venticinquesima pole position in carriera, la quinta in stagione, nonché la terza consecutiva del campionato, sorpassando di una lunghezza il numero delle partenze davanti a tutti di Niki Lauda e Nelson Piquet. Il campione del mondo bissa la partenza al palo ottenuta nell'edizione precedente del 2022. Per la Red Bull Racing è l'ottantottesima pole position della storia e la settima del campionato, nonché la quinta complessiva nel Gran Premio del Canada. La scuderia di Milton Keynes presenta una vettura in prima posizione per il secondo anno consecutivo, grazie nuovamente a Verstappen. Hülkenberg è qualificato secondo, ma parte in quinta posizione a seguito della penalità ricevuta. La posizione di qualifica, non considerando la penalità, è per il tedesco la terza partenza in prima fila in carriera, la prima da quella ottenuta nel Gran Premio d'Austria 2016 con l'ex scuderia Force India. È anche il miglior risultato ottenuto in Q3 dalla pole position nel Gran Premio del Brasile 2010 con la Williams. Alonso è qualificato terzo ma parte secondo per la penalità di Hülkenberg. Per lo spagnolo è la quarta partenza in stagione nei primi tre posti. Nel Gran Premio del Canada parte nei primi tre qualificati per la seconda edizione consecutiva. Hamilton, quarto, e terzo in griglia per altre penalità, parte nei primi quattro per la terza volta in campionato. Nell'edizione precedente terminò a podio dopo essere partito quarto. Per Russell, quinto, ma quarto in griglia di partenza, è la miglior posizione di partenza dalla seconda posizione nel Gran Premio d'Australia. Ocon, sesto, parte nei primi sei per la terza gara di fila. Nelle ultime quattro apparizioni nel Gran Premio del Canada, il pilota dell'Alpine si è qualificato, nono, ottavo, settimo e sesto. Norris è qualificato settimo. È partito meglio di questa posizione solo una volta in stagione, il terzo posto nel precedente Gran Premio di Spagna. Sainz Jr. perde il primato di essere l'unico pilota a partire tra i primi cinque in stagione dopo essersi qualificato ottavo. Piastri è nono in qualifica, eguagliando la stessa posizione del Gran Premio di Spagna di due settimane prime. Per la prima volta, l'australiano è qualificato al Q3 in due gare consecutive. Albon è qualificato al Q3 per la seconda volta in stagione dopo il Gran Premio d'Australia, nonostante abbia raggiunto il Q3 nella Sprint Shootout del Gran Premio d'Azerbaigian. Con il miglior tempo della Q2 del thailandese, la Williams ha condotto una sessione per la prima volta dal tempo più rapido ottenuto da Nicholas Latifi nella terza sessione di prove libere del Gran Premio d'Ungheria 2022. Il costruttore britannico condusse un segmento delle qualifiche l'ultima volta con Felipe Massa nel Gran Premio di Spagna 2016. Leclerc non si qualifica al Q3 in due gare consecutive per la prima volta dalla stagione 2020, nei Gran Premi di Turchia e Bahrein. Pérez non ottiene l'accesso al Q3 per la terza gara consecutiva, in quel che è la peggior striscia dal 2019. Il messicano non riesce a qualificarsi tra i primi dieci dall'edizione 2018 del Gran Premio. De Vries è eliminato in Q1 solamente per la seconda volta nelle ultime sei gare. Tsunoda manca l'accesso al Q2 per solo 0"016. Per la seconda volta in stagione, entrambe le AlphaTauri sono eliminate in Q1, come nel Gran Premio d'Arabia Saudita. Gasly è eliminato in Q1 dopo essere stato il quarto pilota più rapido nelle qualifiche del precedente Gran Premio di Spagna. È stato eliminato nella stessa fase anche nell'edizione 2022 della gara. Zhou è qualificato ventesimo e ultimo, venendo eliminato in Q1 per quattro volte nelle ultime sei gare. Senza la penalità di Hülkenberg, la Haas avrebbe iniziato un Gran Premio in prima fila per la prima volta. Magnussen partì primo nella Sprint del Gran Premio di San Paolo 2022. Con la terza pole position conquistata consecutivamente, per Verstappen è la miglior striscia di partenze al palo in stagione. La prima fila in griglia di partenza è la stessa di quella dell'edizione 2022. La Red Bull Racing, in caso di successo, potrebbe ottenere le 100 vittorie nella categoria. La regola del 107% non è risultata valida in quanto la sessione tenutasi su pista bagnata.
Sono stati cancellati quattordici tempi dai commissari sportivi ai piloti per non aver rispettato i limiti della pista, durante le qualifiche. Si sono visti cancellare il tempo due volte Charles Leclerc (una volta alla curva 9 e una volta alla curva 14), Lewis Hamilton (una volta alla curva 4 e una volta alla curva 14), Sergio Pérez (una volta alla curva 9 e una volta alla curvs 14), Carlos Sainz Jr. (una volta alla curva 9 e una volta alla curva 2), Kevin Magnussen (una volta alla curva 9 e una volta all'entrata della pit lane) e Alexander Albon (una volta alla curva 14 e una volta alla curva 13), una volta Nyck de Vries (alla curva 9) e Pierre Gasly (alla curva 14).
Al termine delle qualifiche, Pierre Gasly e Carlos Sainz Jr. vengono convocati dai commissari sportivi in quanto il pilota spagnolo ha ostacolato quello francese alla curva 13, nel corso della Q1. Sainz Jr. è penalizzato di tre posizioni sulla griglia di partenza. Esteban Ocon e Lance Stroll vengono convocati in quanto il pilota canadese ha ostacolato quello francese alla curva 8, durante la Q2. Stroll è penalizzato di tre posizioni sulla griglia di partenza. Nico Hülkenberg e Yuki Tsunoda vengono convocati in quanto il pilota giapponese ha ostacolato quello tedesco alla curva 10, durante la Q1. Tsunoda è penalizzato di tre posizioni sulla griglia di partenza. Tsunoda è anche convocato insieme a Charles Leclerc in quanto il pilota giapponese ha ostacolato quello monegasco alla curva 13, durante la Q1. Tsunoda non riceve sanzioni. Hülkenberg viene anche convocato per aver guidato oltre il tempo minimo stabilito dalla direzione gara durante l'esposizione della bandiera rossa in Q3. Il pilota tedesco della Haas è penalizzato di tre posizioni sulla griglia di partenza e di un punto sulla superlicenza.

### Risultati
Nella sessione di qualifica si è avuta questa situazione:
| Pos                         | Nº | Pilota           | Costruttore                  | Q1       | Q2       | Q3          | Griglia |
| --------------------------- | -- | ---------------- | ---------------------------- | -------- | -------- | ----------- | ------- |
| 1                           | 1  | Max Verstappen   | Red Bull Racing-Honda RBPT   | 1'20"851 | 1'19"092 | 1'25"858    | 1       |
| 2                           | 27 | Nico Hülkenberg  | Haas-Ferrari                 | 1'22"730 | 1'20"305 | 1'27"102    | 5       |
| 3                           | 14 | Fernando Alonso  | Aston Martin Aramco-Mercedes | 1'21"481 | 1'19"776 | 1'27"286    | 2       |
| 4                           | 44 | Lewis Hamilton   | Mercedes                     | 1'21"554 | 1'20"426 | 1'27"627    | 3       |
| 5                           | 63 | George Russell   | Mercedes                     | 1'21"798 | 1'20"098 | 1'27"893    | 4       |
| 6                           | 31 | Esteban Ocon     | Alpine-Renault               | 1'22"114 | 1'20"406 | 1'27"945    | 6       |
| 7                           | 4  | Lando Norris     | McLaren-Mercedes             | 1'21"998 | 1'19"347 | 1'28"046    | 7       |
| 8                           | 55 | Carlos Sainz Jr. | Ferrari                      | 1'22"248 | 1'19"856 | 1'29"294    | 11      |
| 9                           | 81 | Oscar Piastri    | McLaren-Mercedes             | 1'22"190 | 1'19"659 | 1'31"349    | 8       |
| 10                          | 23 | Alexander Albon  | Williams-Mercedes            | 1'21"938 | 1'18"725 | senza tempo | 9       |
| 11                          | 16 | Charles Leclerc  | Ferrari                      | 1'21"843 | 1'20"615 | N.D.        | 10      |
| 12                          | 11 | Sergio Pérez     | Red Bull Racing-Honda RBPT   | 1'22"151 | 1'20"959 | N.D.        | 12      |
| 13                          | 18 | Lance Stroll     | Aston Martin Aramco-Mercedes | 1'22"677 | 1'21"484 | N.D.        | 16      |
| 14                          | 20 | Kevin Magnussen  | Haas-Ferrari                 | 1'22"351 | 1'21"678 | N.D.        | 13      |
| 15                          | 77 | Valtteri Bottas  | Alfa Romeo-Ferrari           | 1'22"332 | 1'21"821 | N.D.        | 14      |
| 16                          | 22 | Yuki Tsunoda     | AlphaTauri-Honda RBPT        | 1'22"746 | N.D.     | N.D.        | 19      |
| 17                          | 10 | Pierre Gasly     | Alpine-Renault               | 1'22"886 | N.D.     | N.D.        | 15      |
| 18                          | 21 | Nyck de Vries    | AlphaTauri-Honda RBPT        | 1'23"137 | N.D.     | N.D.        | 17      |
| 19                          | 2  | Logan Sargeant   | Williams-Mercedes            | 1'23"337 | N.D.     | N.D.        | 18      |
| 20                          | 24 | Zhou Guanyu      | Alfa Romeo-Ferrari           | 1'23"342 | N.D.     | N.D.        | 20      |
| Tempo limite 107%: 1'26"510 |    |                  |                              |          |          |             |         |

In grassetto sono indicate le migliori prestazioni in Q1, Q2 e Q3.

## Gara

### Resoconto
Quasi tutti i piloti optano, in partenza, per l'uso delle gomme medie. Gasly è il solo a partire con gomme morbide, mentre Pérez, Magnussen e Bottas utilizzano gomme dure. Allo spegnimento dei semafori, Verstappen mantiene il comando della gara, mentre Lewis Hamilton prende la posizione ad Alonso. Seguono Russell, Ocon e Hülkenberg. Nelle retrovie, tutto il primo giro vede una lotta serrata tra Pérez e Sainz Jr. per l'undicesimo posto, che si risolve a favore dello spagnolo; Magnussen, disturbato dai duellanti, va lungo all'ultima curva, tagliando la chicane. Nei primi giri Alonso mette pressione a Hamilton, senza riuscire a passarlo. Logan Sargeant, all'ottavo giro, è costretto al ritiro. Viene, perciò, disposto il regime di virtual safety car per pochi secondi.
Hülkenberg, sesto, è il primo di un gruppo molto compatto di vetture alle sue spalle: dietro al tedesco vi sono le due McLaren e la Ferrari di Leclerc. Al decimo giro Oscar Piastri riesce a superare il portacolori della Haas; nel frattempo, il leader Verstappen gode di un vantaggio di più di tre secondi su Hamilton, il quale si deve difendere da Alonso e dal sopraggiungente Russell: la triade alle spalle di Verstappen è racchiusa in solo 1"5. Tra l'undicesimo e il dodicesimo passaggio si fermano, per la sosta, Gasly, Hülkenberg, Stroll e De Vries.
Al dodicesimo giro George Russell perde il controllo della sua vettura, finendo contro le barriere, e danneggiando la gomma posteriore destra. Procedendo lentamente sulla pista, per raggiungere i box, costringe la direzione di gara a inviare in pista la safety car. Ne approfitta Verstappen per effettuare la sua sosta. Si fermano anche Hamilton e Alonso, con il pilota dell'Aston Martin che si lamenta per il modo con cui il britannico gli taglia la strada, dopo il cambio gomme. Non si fermano le due Ferrari, che così scalano in quarta e quinta posizione. Russell riesce a raggiungere i box, e proseguire la gara. Alla ripartenza la classifica vede sempre al comando Verstappen, seguito da Hamilton, Alonso, Leclerc, Sainz Jr., Pérez e Magnussen. Ocon passa Magnussen, per l'ottava posizione. Nei giri successivi il tedesco sarà sopravanzato anche da Piastri e e da Albon, scendendo in dodicesima casella. Nel corso del ventiduesimo giro Alonso riesce a superare Hamilton, per la seconda piazza.
Al trentaseiesimo passaggio vi è un attacco di Nyck de Vries su Kevin Magnussen: entrambi terminano nella stessa via di fuga, finendo così negli ultimi posti della classifica. Due giri dopo si fermano ai box sia Sergio Pérez che Piastri: il primo passa alle gomme medie, il secondo alle hard. Il giro seguente si ferma anche Sainz Jr., che decide di proseguire la gara con pneumatici a mescola dura. Ancora un giro ed è il turno di Charles Leclerc: anche il monegasco prosegue su gomme dure. Nel frattempo Pérez ha passato Alexander Albon, per il sesto posto. Il messicano è alle spalle del duo della Ferrari. Al quarantunesimo passaggio Hamilton effettua il suo secondo pit stop, montando gomma media, per cercare l'undercut su Alonso, che, però, attua la contromossa, montando le gomme hard. Poco dopo si ferma anche Verstappen, che mantiene comodamente la testa della gara. Al quarantacinquesimo giro il campione del mondo ha oltre quattro secondi di margine su Alonso, oltre nove su Hamilton e oltre dodici su Leclerc.
Hamilton guadagna su Alonso, portandosi a 1"4 dall'asturiano, che, però, si difende dal britannico alzando il ritmo. Al cinquantacinquesimo giro si ritira Russell, che era risalito fino all'ottava posizione. Lando Norris sorpassa Bottas, per la nona posizione, al sessantatreesimo giro, e attacca Ocon. Il pilota della McLaren segnala come l'ala posteriore del francese sia traballante e pericolosa. Nel frattempo, un tenace Albon difende, a sua volta, la settima piazza dallo stesso Ocon, sfruttando l'ottima velocità di punta della sua Williams. Al penultimo giro la Red Bull richiama Pérez ai box per montare gomme soft e cercare il giro veloce: il messicano vi riesce, all'ultimo giro. Bottas viene passato da Lance Stroll, per il decimo posto, proprio sulla linea d'arrivo.
Max Verstappen vince il quarantunesimo Gran Premio in carriera, eguagliando il numero delle vittorie nella storia della categoria di Ayrton Senna, al quinto posto di sempre per il maggior numero di vittorie nella storia del mondiale. Il campione del mondo vince il sesto Gran Premio in stagione, la quarta gara consecutiva, nonché il secondo successo nel Gran Premio del Canada, bissando il trionfo dell'edizione precedente del 2022. Per la Red Bull Racing è l'ottava vittoria consecutiva in stagione su altrettante gare, la centesima della propria storia e la quarta complessiva sul circuito di Montréal, confermandosi vittoriosa per il secondo anno di fila dopo la vittoria proprio di Verstappen nel 2022. Alonso, secondo, ha conquistato il sesto podio nelle prime otto gare della stagione, ovvero il doppio di quanto ottenuto nelle precedenti sette stagioni messe insieme. Lo spagnolo, in precedenza, ha avuto più ritiri sul circuito canadese, otto, che su qualsiasi altro tracciato. Hamilton è classifica terzo sul circuito di Montréal, al secondo podio consecutivo in campionato. Il tracciato è diventato l'ottavo circuito su cui il britannico ha registrato dieci podi in carriera. Leclerc, quarto, è terminato solo due volte meglio di questa posizione in stagione, la seconda piazza conquistata nella Sprint e la terza in gara nel Gran Premio d'Azerbaigian, mentre Sainz Jr., quinto, conclude in questa posizione per la quarta volta nelle ultime cinque gare. Il pilota della Ferrari guadagna la quinta posizione in classifica piloti. Per Pérez la sesta posizione è stato il miglior risultato nel Gran Premio del Canada dall'edizione del 2017. La settima posizione di Albon è il miglior risultato per la Williams dal secondo posto di Russell nel Gran Premio del Belgio 2021, dove fu assegnato metà punteggio. Per il costruttore britannico è il miglior risultato in una gara dove sono assegnati pieni punti dal settimo posto di Nicholas Latifi nel Gran Premio d'Ungheria 2021, ora al nono posto in classifica costruttori. Ocon è classificato ottavo, ottenendo punti in tutte le quattro apparizioni a Montréal. Stroll, nono, conquista punti nella gara di casa quattro volte su cinque. Il pilota locale è arrivato nono per tre volte. Con la decima posizione, Bottas ha ottenuto punti nei suoi ultimi otto Gran Premi del Canada consecutivi, classificandosi nei primi dieci per la prima volta dal Gran Premio del Bahrein. Grazie alla vittoria di Verstappen, la Red Bull Racing conquista le cento vittorie in Formula 1. È solo il quinto costruttore a raggiungere la tripla cifra, e solo il secondo negli ultimi ventisei anni, dopo la Mercedes. Per il direttore tecnico della squadra, Adrian Newey, è il duecentesimo trionfo, quasi il 20% delle vittorie delle vetture costruite dall'ingegnere britannico in 1 087 Gran Premi totali disputati dalla categoria. Il costruttore ha vinto otto gare consecutive dall'inizio del campionato, eguagliando il miglior inizio di stagione della Mercedes nel 2019, a tre lunghezze dal record della McLaren di undici vittorie di fila dall'inizio del mondiale 1988. Per la scuderia di Milton Keynes è la nona vittoria consecutiva con il trionfo nell'ultima gara del campionato precedente, eguagliando lo stesso numero di vittorie consecutive con Vettel nella seconda metà della stagione 2013. Per Verstappen è stato il decimo Gran Premio in carriera condotto dal primo all'ultimo giro. L'olandese è il primo pilota a condurre dal primo all'ultimo giro tre Gran Premi di fila per la prima volta da Sebastian Vettel nel 2012. Il pilota in testa alla classifica piloti ha condotto ogni giro di un Gran Premio dalle ore 16:45 locali di quello di Miami, totalizzando 224 giri al comando, al quinto posto di sempre per il maggior numero di tornate condotte in testa ad una gara. Il campione del mondo, che ha terminato tutte le gare del campionato al primo o secondo posto, condivide con Hamilton il podio per la cinquantaseiesima volta, eguagliando il record nella storia della categoria dei podi condivisi dal britannico e da Sebastian Vettel. Verstappen segna anche ventisette Gran Premi consecutivi a punti, striscia iniziata nel Gran Premio dell'Emilia-Romagna 2022, nonché quella più lunga fra tutti i piloti del campionato, eguagliando Kimi Räikkönen al terzo posto di sempre nella storia del mondiale per la striscia del maggior numero di gare arrivate a punti. Il podio è appannaggio degli stessi primi tre piloti più rapidi in qualifica, oltre a figurare tre campioni del mondo di tre scuderie diverse. Verstappen, Alonso e Hamilton condividono il podio solamente per la terza volta dopo il Gran Premio del Qatar 2021 e il Gran Premio d'Australia. Per Russell è il secondo ritiro in campionato dopo quello nel Gran Premio d'Australia, ora sesto in classifica piloti. L'Alfa Romeo, sotto questa denominazione, ha corso il duecentesimo Gran Premio nella categoria, mentre Yuki Tsunoda ha disputato la cinquantesima partenza in un Gran Premio in carriera. La scuderia svizzera si trova adesso settima nel mondiale costruttori. La McLaren non ottiene punti per la seconda gara consecutiva, mentre la Haas per la terza. L'AlphaTauri è adesso ultima in classifica costruttori, dopo non aver conquistato punti negli ultimi quattro Gran Premi. È stato il secondo Gran Premio della stagione con il minor distacco tra il primo e il secondo classificato di una scuderia diversa dalla Red Bull Racing, dopo il Gran Premio d'Australia, terminato in regime di safety car. La gara ha rappresentato il cinquantesimo anniversario dell'introduzione della vettura di sicurezza nella massima categoria, il cui debutto avvenne nell'edizione del 1973.
Sono stati cancellati nove tempi dai commissari sportivi ai piloti per non aver rispettato i limiti della pista, durante la gara. Si sono visti cancellare il tempo due volte Oscar Piastri (entrambe le volte alla curva 13), una volta Kevin Magnussen (alla curva 13), Nyck de Vries (alla curva 13), Alexander Albon (alla curva 13), Zhou Guanyu (alla curva 13), Fernando Alonso (alla curva 9), Carlos Sainz Jr. (alla curva 9) e Lando Norris (alla curva 13).

### Risultati
I risultati del Gran Premio sono i seguenti:
| Pos | Nº | Pilota           | Costruttore                  | Giri | Tempo/Ritiro   | Griglia | Punti |
| --- | -- | ---------------- | ---------------------------- | ---- | -------------- | ------- | ----- |
| 1   | 1  | Max Verstappen   | Red Bull Racing-Honda RBPT   | 70   | 1h33'58"348    | 1       | 25    |
| 2   | 14 | Fernando Alonso  | Aston Martin Aramco-Mercedes | 70   | +9"570         | 2       | 18    |
| 3   | 44 | Lewis Hamilton   | Mercedes                     | 70   | +14"168        | 3       | 15    |
| 4   | 16 | Charles Leclerc  | Ferrari                      | 70   | +18"648        | 10      | 12    |
| 5   | 55 | Carlos Sainz Jr. | Ferrari                      | 70   | +21"540        | 11      | 10    |
| 6   | 11 | Sergio Pérez     | Red Bull Racing-Honda RBPT   | 70   | +51"028        | 12      | 9     |
| 7   | 23 | Alexander Albon  | Williams-Mercedes            | 70   | +1'00"813      | 9       | 6     |
| 8   | 31 | Esteban Ocon     | Alpine-Renault               | 70   | +1'01"692      | 6       | 4     |
| 9   | 18 | Lance Stroll     | Aston Martin Aramco-Mercedes | 70   | +1'04"402      | 16      | 2     |
| 10  | 77 | Valtteri Bottas  | Alfa Romeo-Ferrari           | 70   | +1'04"432      | 14      | 1     |
| 11  | 81 | Oscar Piastri    | McLaren-Mercedes             | 70   | +1'05"101      | 8       |       |
| 12  | 10 | Pierre Gasly     | Alpine-Renault               | 70   | +1'05"249      | 15      |       |
| 13  | 4  | Lando Norris     | McLaren-Mercedes             | 70   | +1'08"363      | 7       |       |
| 14  | 22 | Yuki Tsunoda     | AlphaTauri-Honda RBPT        | 70   | +1'13"423      | 19      |       |
| 15  | 27 | Nico Hülkenberg  | Haas-Ferrari                 | 69   | +1 giro        | 5       |       |
| 16  | 24 | Zhou Guanyu      | Alfa Romeo-Ferrari           | 69   | +1 giro        | 20      |       |
| 17  | 20 | Kevin Magnussen  | Haas-Ferrari                 | 69   | +1 giro        | 13      |       |
| 18  | 21 | Nyck de Vries    | AlphaTauri-Honda RBPT        | 69   | +1 giro        | 17      |       |
| Rit | 63 | George Russell   | Mercedes                     | 53   | Freni          | 4       |       |
| Rit | 2  | Logan Sargeant   | Williams-Mercedes            | 6    | Perdita d'olio | 18      |       |

Sergio Pérez riceve un punto addizionale per aver segnato il giro più veloce della gara.

## Classifiche mondiali

### Piloti
| Pos | Pilota           | Punti |
| --- | ---------------- | ----- |
| 1   | Max Verstappen   | 195   |
| 2   | Sergio Pérez     | 126   |
| 3   | Fernando Alonso  | 117   |
| 4   | Lewis Hamilton   | 102   |
| 5   | Carlos Sainz Jr. | 68    |
| 6   | George Russell   | 65    |
| 7   | Charles Leclerc  | 54    |
| 8   | Lance Stroll     | 37    |
| 9   | Esteban Ocon     | 29    |
| 10  | Pierre Gasly     | 15    |
| 11  | Lando Norris     | 12    |
| 12  | Alexander Albon  | 7     |
| 13  | Nico Hülkenberg  | 6     |
| 14  | Oscar Piastri    | 5     |
| 15  | Valtteri Bottas  | 5     |
| 16  | Zhou Guanyu      | 4     |
| 17  | Yuki Tsunoda     | 2     |
| 18  | Kevin Magnussen  | 2     |

### Costruttori
| Pos | Costruttore                  | Punti |
| --- | ---------------------------- | ----- |
| 1   | Red Bull Racing-Honda RBPT   | 321   |
| 2   | Mercedes                     | 167   |
| 3   | Aston Martin Aramco-Mercedes | 154   |
| 4   | Ferrari                      | 122   |
| 5   | Alpine-Renault               | 44    |
| 6   | McLaren-Mercedes             | 17    |
| 7   | Alfa Romeo-Ferrari           | 9     |
| 8   | Haas-Ferrari                 | 8     |
| 9   | Williams-Mercedes            | 7     |
| 10  | AlphaTauri-Honda RBPT        | 2     |

## Decisioni della FIA
Al termine della gara, Nico Hülkenberg e Kevin Magnussen ricevono una reprimenda, la prima della stagione, da parte dei commissari sportivi per un ritardo, rispettivamente, di otto e cinque minuti prima dell'inizio della parata dei piloti tenutasi prima della gara.
Durante il weekend del successivo Gran Premio d'Austria, la scuderia britannica McLaren esercita il diritto di revisione sulla penalità di cinque secondi sul tempo di gara dei commissari sportivi inflitta al pilota inglese Lando Norris per comportamento antisportivo, che lo ha fatto retrocedere al tredicesimo posto dopo aver tagliato il traguardo in nona posizione. Il britannico è stato penalizzato per aver rallentato sotto il regime di safety car per evitare un ritardo durante un doppio pit stop della squadra per la sua sosta ai box. Dopo aver revisionato gli elementi portati dal costruttore, la Federazione decide di rigettare la richiesta di revisione avanzata dalla scuderia di Woking per ribaltare la sanzione stabilita dai commissari. Le prove portate dal team britannico non sono state ritenute nuove e significative.